# Portrait of a Legend: 1951–1964
Portrait of a Legend: 1951 - 1964 (en españolː Retrato de una leyendaː 1951 - 1964) también llamado 30 Greatest Hits: Portrait of a Legend 1951-1964, es un álbum recopilatorio póstumo del músico estadounidense de R&B Sam Cooke. Fue publicado en 2003 por el sello ABKCO y contiene temas de todas las etapas del músico, desde sus inicios en 1951, hasta sus sencillos póstumos de 1964, incluyendo sus más grandes éxitos como Chain Gang, Bring It Home to Me, Cupid, etc.
El álbum fue incluido en la lista de los mejores álbumes de todos los tiempos, por la revista Rolling Stone en el 2003, en el puesto 103, pero retirado de la lista en la edición del 2012.

## Lista de canciones
Todas las canciones escritas y compuestas por Sam Cooke, except where noted. 
| N.º | Título                                 | Escritor                                    | Duración |  |
| 1.  | «Touch the Hem of His Garment»         |                                             | 2:01     |  |
| 2.  | «Lovable»                              | Cooke Tony Harris                           | 2:24     |  |
| 3.  | «You Send Me»                          |                                             | 2:43     |  |
| 4.  | «Only Sixteen»                         |                                             | 2:02     |  |
| 5.  | «(I Love You) For Sentimental Reasons» | Derek Watson William Best                   | 2:38     |  |
| 6.  | «Just for You»                         |                                             | 2:19     |  |
| 7.  | «Win Your Love for Me»                 | L.C. Cook                                   | 2:46     |  |
| 8.  | «Everybody Loves to Cha Cha Cha»       |                                             | 2:45     |  |
| 9.  | «I'll Come Running Back to You»        | William "Bill" Cook                         | 2:13     |  |
| 10. | «You Were Made for Me»                 |                                             | 2:53     |  |
| 11. | «Sad Mood»                             |                                             | 2:39     |  |
| 12. | «Cupid»                                |                                             | 2:36     |  |
| 13. | «(What a) Wonderful World»             | Cooke Lou Adler Herb Alpert                 | 2:05     |  |
| 14. | «Chain Gang»                           | Cooke Charles Cook, Jr.                     | 2:34     |  |
| 15. | «Summertime»                           | George Gershwin Ira Gershwin DuBose Heyward | 2:20     |  |
| 16. | «Little Red Rooster»                   | Willie Dixon                                | 2:52     |  |
| 17. | «Bring It on Home to Me»               |                                             | 2:42     |  |
| 18. | «Nothing Can Change This Love»         |                                             | 2:37     |  |
| 19. | «Sugar Dumpling»                       |                                             | 2:43     |  |
| 20. | «(Ain't That) Good News»               |                                             | 2:28     |  |
| 21. | «Meet Me at Mary's Place»              |                                             | 2:41     |  |
| 22. | «Twistin' the Night Away»              |                                             | 2:41     |  |
| 23. | «Shake»                                |                                             | 2:50     |  |
| 24. | «Tennessee Waltz»                      | Pee Wee King Redd Stewart                   | 3:09     |  |
| 25. | «Another Saturday Night»               |                                             | 2:40     |  |
| 26. | «Good Times»                           |                                             | 2:27     |  |
| 27. | «Having a Party»                       |                                             | 2:35     |  |
| 28. | «That's Where It's At»                 | Cooke J. W. Alexander                       | 2:35     |  |
| 29. | «A Change Is Gonna Come»               |                                             | 3:11     |  |
| 30. | «Jesus Gave Me Water»                  | Lucie Campbell                              | 2:29     |  |

There is an additional track containing a segment of an interview by Magnificent Montague from 1963 in which Sam Cooke hums a few bars.